# Husby (Fionie)
Pour les articles homonymes, voir Husby.
Husby est une paroisse danoise de l'île de Fionie, dans l'actuelle commune de Middelfart.
A environ 2 km à l'ouest du centre du village, se trouve le domaine de Wedellsborg. 
La physiologiste Marie Krogh (1874-1943) est native de la paroisse de Husby.